# Eliška Klučinová
Eliška Klučinová (née le 14 avril 1988 à Prague) est une athlète tchèque spécialiste des épreuves combinées.

## Carrière
Elle fait ses débuts sur la scène internationale lors de la saison 2007 en se classant deuxième des Championnats d'Europe juniors de Hengelo derrière la Lettone Aiga Grabuste. 
En 2010, Eliška Klučinová remporte le meeting TNT - Fortuna Meeting de Kladno, troisième étape du challenge mondial des épreuves combinées, et améliore le record national de République tchèque de l'heptathlon en totalisant 6 268 points. Elle se classe ensuite septième des Championnats d'Europe de Barcelone avec 6 187 points.
En 2012, après une saison 2011 blanche du fait d'une blessure au pied, elle remporte une nouvelle fois le TNT - Fortuna Meeting et améliore son propre record national avec 6 283 points.
En 2013 elle continue à progresser en terminant à la 7e place des championnats du monde avec un nouveau record à 6 332 points, qu'elle efface en mai 2014 en remportant l'heptathlon de Kladno (6 460 points).
En 2014, elle remporte la Coupe d'Europe des épreuves combinées 2014 à Madère avec 6 191 points.
Le 2 mars 2018, elle échoue au pied du podium des championnats du monde en salle de Birmingham avec 4 579 points. Elle manque de 58 points la médaille de bronze remportée par la Cubaine Yorgelis Rodríguez (4 637).
Elle est entraînée par le père de la perchiste Jiřina Ptáčníková, František Ptáčník.

## Palmarès
| Date | Compétition                           | Lieu                                  | Résultat | Épreuve    | Points     |
| ---- | ------------------------------------- | ------------------------------------- | -------- | ---------- | ---------- |
| 2007 | Championnats d'Europe juniors         | Hengelo                               | 2e       | Heptathlon | 5 709 pts  |
| 2009 | Championnats du monde                 | Berlin                                | 22e      | Heptathlon | 5 505 pts  |
| 2010 | TNT - Fortuna Meeting                 | Kladno                                | 1re      | Heptathlon | 6 268 pts  |
| 2010 | Coupe d'Europe                        | Tallinn                               | 6e       | Heptathlon | 5 920 pts  |
| 2010 | Championnats d'Europe                 | Barcelone                             | 7e       | Heptathlon | 6 187 pts  |
| 2010 | Coupe du monde des épreuves combinées | Coupe du monde des épreuves combinées | 3e       | Heptathlon | 18 608 pts |
| 2012 | TNT - Fortuna Meeting                 | Kladno                                | 1re      | Heptathlon | 6 283 pts  |
| 2012 | Championnats d'Europe                 | Helsinki                              | 7e       | Heptathlon | 6 151 pts  |
| 2012 | Jeux olympiques                       | Londres                               | 16e      | Heptathlon | 6 109 pts  |
| 2013 | Universiade                           | Kazan                                 | 3e       | Heptathlon | 6 124 pts  |
| 2013 | Championnats du monde                 | Moscou                                | 7e       | Heptathlon | 6 332 pts  |
| 2014 | TNT Express Meeting                   | Kladno                                | 1re      | Heptathlon | 6 460 pts  |
| 2015 | Championnats d'Europe en salle        | Prague                                | 3e       | Pentathlon | 4 687 pts  |
| 2015 | TNT Express Meeting                   | Kladno                                | 2e       | Heptathlon | 6 148 pts  |
| 2015 | Championnats du monde                 | Pékin                                 | 13e      | Heptathlon | 6 247 pts  |
| 2015 | Coupe du monde des épreuves combinées | Coupe du monde des épreuves combinées | 6e       | Heptathlon | 18 744 pts |
| 2016 | Jeux olympiques                       | Rio de Janeiro                        | 22e      | Heptathlon | 6 077 pts  |
| 2017 | TNT Express Meeting                   | Kladno                                | 2e       | Heptathlon | 6 285 pts  |
| 2017 | Championnats du monde                 | Londres                               | 10e      | Heptathlon | 6 313 pts  |
| 2018 | Championnats du monde en salle        | Birmingham                            | 4e       | Pentathlon | 4 579 pts  |
| 2019 | Championnats d'Europe en salle        | Glasgow                               | 10e      | Pentathlon | 3 518 pts  |

## Records
| Épreuve    | Performance    | Lieu   | Date         |
| ---------- | -------------- | ------ | ------------ |
| Heptathlon | 6 460 pts (NR) | Kladno | 15 juin 2014 |
| Pentathlon | 4 687 pts (NR) | Prague | 5 mars 2015  |